# Kulturní památka

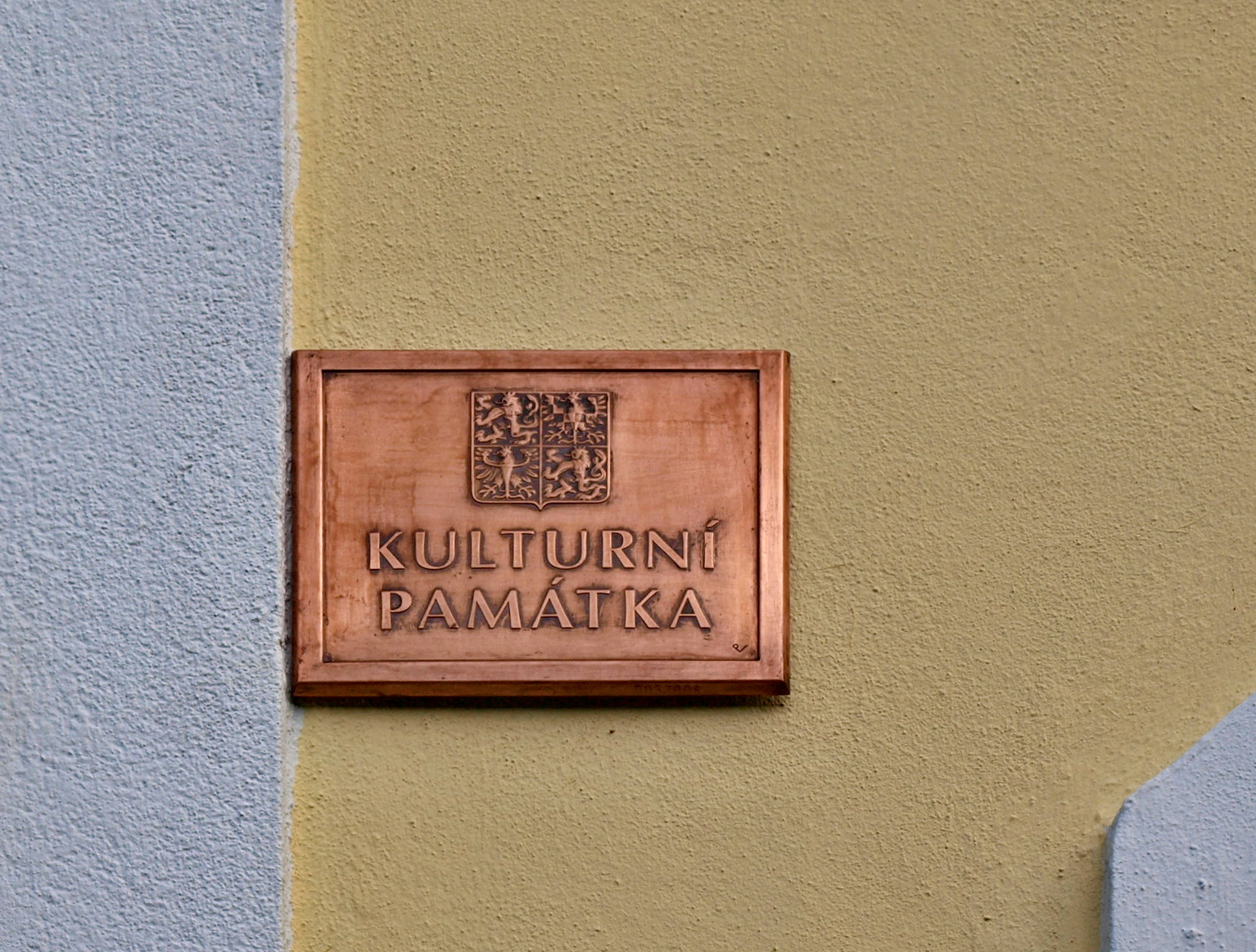
České označení kulturní památky

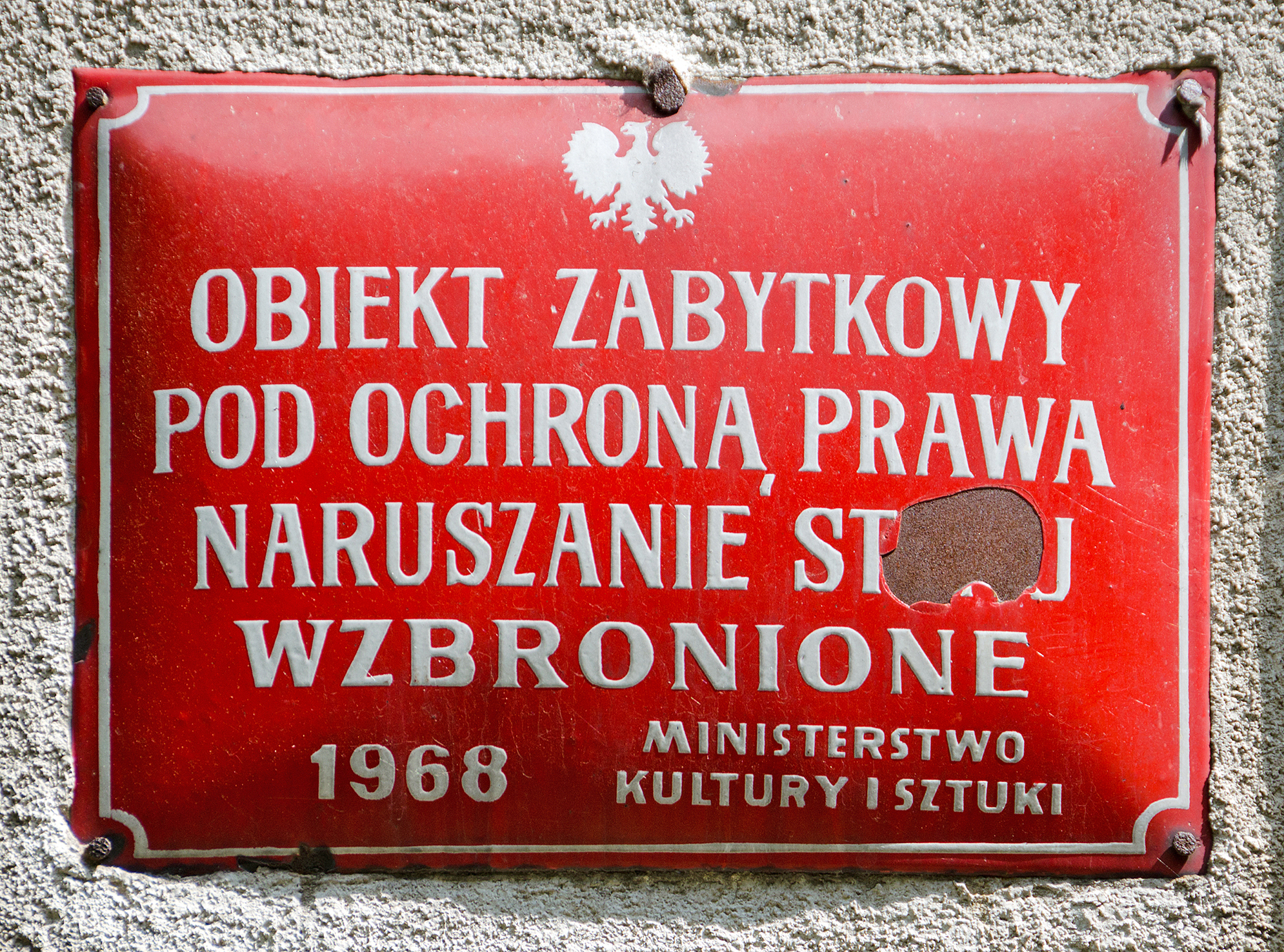
Označení kulturní památky v Polsku

Kulturní památka je nemovitý nebo movitý objekt kulturního významu. Zákon Národního shromáždění Republiky československé č. 22/1958 Sb., o kulturních památkách, ji s účinností od 3. května 1958 definoval jako kulturní statek, který je dokladem historického vývoje společnosti, jejího umění, techniky, vědy a jiných oborů lidské práce a života, nebo dochované historické prostředí sídlištních celků a architektonických souborů, anebo věc, která má vztah k význačným osobám a událostem dějin a kultury. Obdobné definice obsahují i novější zákony či zákony v jiných státech. Předchozí československá legislativa pojednávala například o „ochraně věcí umělecky nebo památkově zvláště hodnotných“, „archeologických památkách“ či „státním kulturním majetku“.

## Objektivní a pozitivní vymezení pojmu
Do roku 1987 byl zápis památky do rejstříku pouze posílením právní jistoty, ovšem nebyl podmínkou statusu kulturní památky, který vyplýval přímo z hodnot dané věci a zápis je pouze potvrzoval. Z téhož důvodu NPÚ dodnes vychází z výkladu, že památky zapsané do roku 1987 byly památkami již před zápisem, tedy od prvního dne účinnosti zákona 22/1958 Sb. Zápis do státního rejstříku měl pouze charakter jednostranného odborného vyhodnocení, nikoliv správního řízení, a i proto Ústavní soud České republiky ve svém nálezu publikovaném pod č. 240/2005 Sb. dospěl k závěru, že po procesní stránce trpělo řízení o prohlášení věci ústavním deficitem v podobě vyloučení aplikace správního řádu a absence plnohodnotné procesní úpravy tohoto řízení přímo v zákoně o státní památkové péči. Zákon České národní rady č. 20/1987 Sb., o státní památkové péči, definici kulturní památky zúžil na věci, které byly za kulturní památky podle zákona pozitivně prohlášeny anebo byly jako kulturní památky zapsány před účinností tohoto zákona. Zákon Slovenské národní rady č. 27/1987 Sb.,o štátnej pamiatkovej starostlivosti, a ještě jednoznačněji zákon č. 49/2002 Z. z., o ochrane pamiatkového fondu, v § 2 odst. 3 rovněž definují kulturní památky pozitivním právním aktem, tedy vyhlášením za památku.
Ústav památkové péče Fakulty architektury ČVUT ve svých připomínkách z 16. července 2014 k navrhovanému památkovému zákonu zdůraznil, že kulturní památky existují objektivně a nevznikají žádnou správní procedurou a že současná památková péče opouští princip výběrovosti a obrací se ke všem dochovaným kulturním hodnotám, ke kulturnímu dědictví jako celku, tedy památkový fond v tomto pojetí zahrnuje i památky neevidované a neprohlášené. Ministerstvo kultury v reakci na připomínky zvolilo z důvodu právní jistoty subjektů a kontinuity právního řádu a pro poskytnutí reálné ochrany kulturních památek zachovat v souladu s věcným záměrem schváleným vládou i nadále prohlašovací režim, nastolený v roce 1987, nikoliv ochranu poskytnutou přímo ze zákona, jako tomu bylo v zákoně č. 22/1958 Sb. Verze návrhu zákona ze září 2014 však rozšířila evidenci památkového fondu o tzv. potenciál, tedy další objekty architektonického a archeologického dědictví, které nepodléhají speciální ochraně podle památkového zákona.

## Jiné formy vymezení památkové ochrany
V Československu, v Česku a na Slovensku existoval a existuje ještě vyšší stupeň památkové ochrany jednotlivých objektů, určený pro objekty celostátního kulturního významu, a to národní kulturní památka. Tento status je v České republice udělován nezávisle na statusu kulturní památky. Zatímco kulturní památky vyhlašuje věcně příslušné ministerstvo (do roku 1988 prováděly zápis krajské národní výbory), národní kulturní památky vyhlašuje vláda. Většina národních kulturních památek má zároveň i status kulturní památky, přičemž ten se mnohdy vymezením liší, například za národní kulturní památku je vyhlášeno jen nejcennější jádro areálu kulturní památky, nebo naopak národní kulturní památka zahrnuje více samostatně zapsaných kulturních památek. Další formou vyhlášení památkové ochrany je stanovení památkově chráněných území, tedy památkové zóny či památkové rezervace, který je rovněž na stanovení památkového statusu jednotlivých objektů relativně nezávislý, tj. v památkové chráněné zóně nebo rezervaci zpravidla nejcennější objekty mívají ještě status kulturní památky.
Obdobné formy vymezování památkové ochrany kulturního dědictví existují i v řadě dalších států, přičemž v některých státech jsou rovněž odstupňovány různé formy ochrany.